# Dmitri Kosiakov
Dmitri Kosiakov es un ciclista profesional ruso, nacido el 28 de febrero de 1986 en Vorónezh, que milita en el equipo Itera-Katusha.

## Palmarés
2008
- 1 etapa del Tour del Porvenir

2009
- 1 etapa del Circuito de las Ardenas
- Tour de Loir-et-Cher, más 1 etapa

2011
- Memorial Oleg Dyachenko
- 1 etapa del Gran Premio de Sochi
- 1 etapa del Tour de Bulgaria